# Yamini Krishnamurthy
Mungara Yamini Krishnamurthy (écrit également Krishnamurti ou Krishnamurthi), née le 20 décembre 1940 à Madanapalle (Raj britannique) et morte le 3 août 2024 à New Delhi, est une danseuse indienne de  bharata natyam et de kuchipudi.

## Biographie
Yamini Krishnamurthy naît en 1940 à Madanapalle dans le district de Chittoor (État d’Andhra Pradesh) au sud de l’Inde. Elle est née une nuit de demi-lune, et son grand-père l'a appelée Yamini Poornatilaka, ce qui signifie « une marque pleine sur le front de la nuit ». Elle grandit à Chidambaram dans le Tamil Nadu. Sa langue maternelle est le télougou. Elle se forme au bharata natyam, dès son enfance, dans le centre de formation ouvert par Rukmini Devi Arundale, le Kalakshetra à Madras, un centre qui fait référence. Elle approfondit cette formation auprès de gourous renommés tels que Kanchipuram Ellappa Pillai et Thanjavur Kittappa Pillai.
Yamini Krishnamurthy fait ses débuts en 1957 à Madras. Elle occupe, dans les années 1960 et 1970, une place de premier plan en tant que danseuse du bharata natyam et du kuchipudi. Elle donne des cours de danse aux jeunes danseurs dans un institut créé en 1990, le Yamini School of Dance, dans le quartier de Hauz Khas, à Delhi,.
Elle ne s’est jamais mariée. Dans ses prestations, elle reste entourée de membres de sa famille : Jyoti, sa sœur, est sa principale accompagnatrice vocale, et son père, un érudit sanskrit ayant reçu une éducation anglaise, introduit auprès du public les différentes parties. La mort de ce père en 1984 la marque profondément, et l’amène à se retirer de la scène.
Sa carrière de danseuse lui vaut de nombreuses récompenses, y compris la Padma Shri en 1968, la Padma Bhushan en 2001, et la Padma Vibhushan en 2016, qui figurent parmi les plus hautes distinctions civiles de la République de l'Inde.
Elle a l'honneur de devenir Asthana Nartaki (danseuse résidente) du temple ou Devasthanam de Venkateshvara à Tirumala - Tirupati,.
En 1995, elle publie une autobiographie (avec le concours de Renuka Khandekar), A Passion for Dance. Elle participe aussi, en 2014, à une conférence et démonstration sur la contribution importante des femmes au développement du kuchipudi.
Yamini Krishnamurthy meurt le 3 août 2024 à l'hôpital Apollo de New Delhi.